# Gretsch

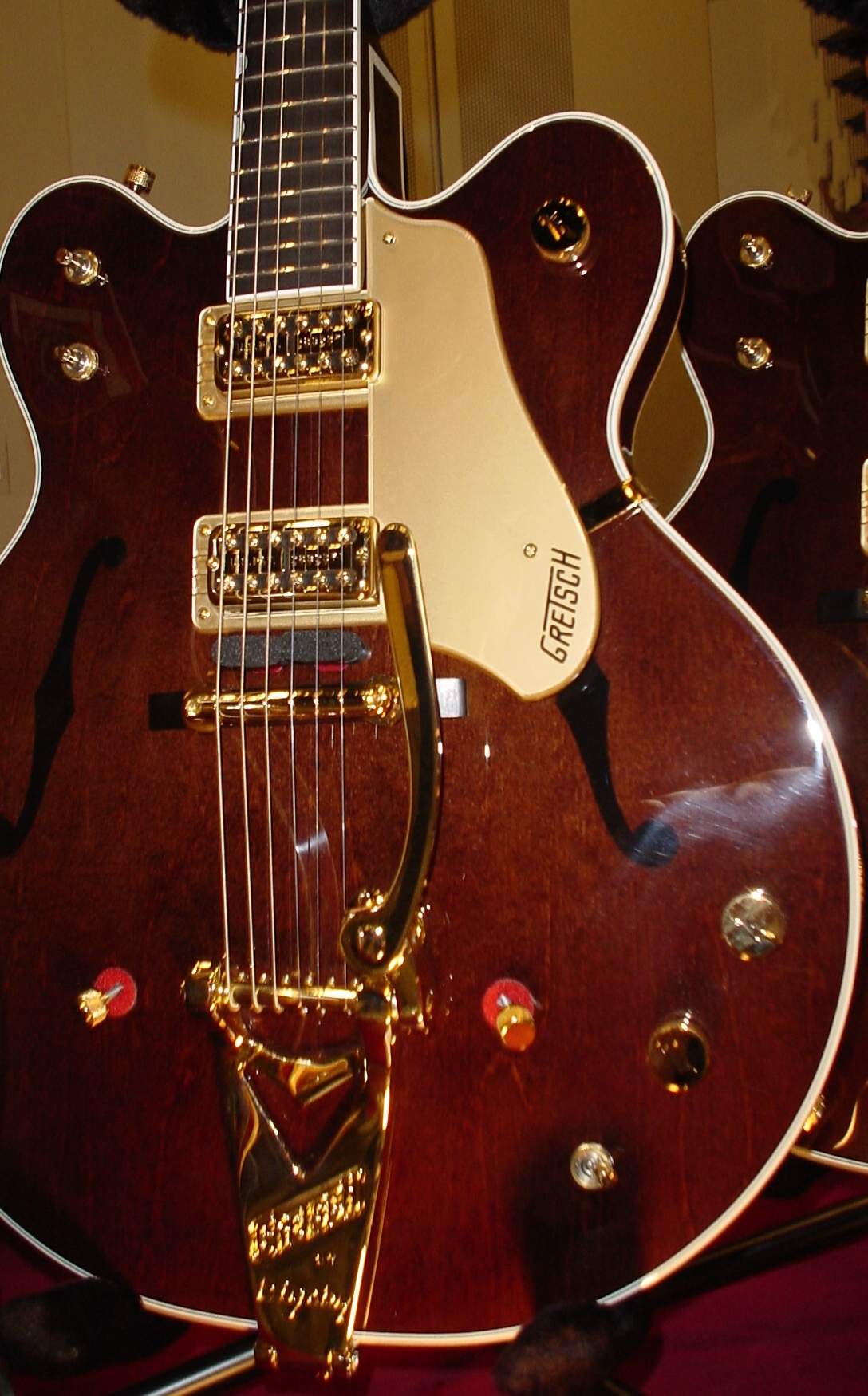
Una clásica Gretsch G6122-1958 Chet Atkins Country Gentleman.

Gretsch es una compañía de los Estados Unidos de América que se dedica a la fabricación de instrumentos musicales. Actualmente, los distribuye la compañía de guitarras Fender y de percusión Kaman en todo el mundo. Su fabricación de instrumentos se limita prácticamente a baterías y guitarras como los modelos White Falcon o la Duo Jet.

## Historia

### Los inicios
La compañía Gretsch fue fundada en el año 1883 por Friedrich Gretsch, un joven inmigrante de Alemania. Tenía una tienda en Brooklyn en la que solo vendía banjos, panderetas y tambores. Friedrich murió en el año 1895 a los 39 años de edad, y su compañía pasó a manos de su hijo Fred. Sobre 1916, Fred había trasladado la oficina a un edificio más grande en el distrito de Williamsburg para convertirse en uno de los fabricantes musicales más prominentes de Estados Unidos.

### Los mejores años
Los mejores años para la compañía Gretsch comenzaron a mediados de los años cincuenta, cuando el hijo de Fred, Fred Jr., tomó las riendas de la compañía, introduciendo los distintos modelos de guitarras eléctricas como la "6120" y la "White Falcon".
Uno de los precursores de las guitarras Gretsch, que las popularizó haciendo así mucho más grande la casa, fue el guitarrista y productor de música country Chet Atkins. Atkins era uno de los guitarristas más preeminentes de esos días, y brindó la ocasión a Gretsch para poder hacer competencia a otras casas como Fender (con sus populares modelos Telecaster y Stratocaster) o a la misma Gibson Les Paul. Las guitarras Gretsch, a diferencia de los modelos de Leo Fender, no son sólidas, sino guitarras eléctricas con caja o semisólidas. En su última estancia, Gretsch vendió millares de guitarras con el nombre de "Chet's" en la "pala" del mástil, más concretamente en el modelo de guitarra "6120 Chet Atkins", modelo que compró y popularizó en 1957 el joven guitarrista Duane Eddy. El éxito mundial de los discos instrumentales "Twangy" de Duane Eddy, las numerosas apariciones en televisión y las largas giras por todos los Estados Unidos, exponen las guitarras Gretsch a un nuevo mercado, el gran mercado del "Rock & Roll adolescente". Años más tarde, George Harrison se refería a este modelo de guitarra como "La guitarra de Eddie Cochran y Duane Eddy", cuando su mujer le regaló una 6120 DSV para que tocara el concierto homenaje a Carl Perkins. En la actualidad es Brian Setzer de Stray Cats quién más está promocionando a la marca con su modelos signature.
Otros modelos de Chet Atkins fueron la "Country Gentleman" (Nombre que se le dio a raíz del éxito instrumental de Atkins con el mismo nombre) y la "Tennessean", una versión algo más barata de la Country Gentleman. El guitarrista John Frusciante declaró que la White Falcon era su guitarra más preciada pues con ella tocó éxitos tales como Californication u Otherside junto con su banda Red Hot Chili Peppers. El mismo Frusciante utilizó una Gretsch en algunos temas con los Chili Peppers durante la gira del álbum By The Way, específicamente en el concierto en Slane Castle. La compañía también tiene a la venta la guitarra "Malcolm Young Signature" en honor al guitarrista rítmico de AC/DC, Malcolm Young, ya que este siempre ha usado guitarras de esta compañía. El vocalista y guitarrista de Soundgarden, Chris Cornell, grabó la famosa canción "Black Hole Sun" con una guitarra Gretsch.
Actualmente el guitarrista de U2, The Edge, sigue utilizando la guitarra Gretsch White Falcon durante la gira The Joshua Tree 2017 para "One Tree Hill, y ha estado utilizando la Country Gentleman para la grabación del disco Songs of Innocence y para "City of Blinding Lights" durante la gira de la misma.
El guitarrista de la banda neoyorquina, Interpol, Daniel Kessler usa una guitarra Gretsch.
Billy Duffy, guitarrista de The Cult, utiliza sus propios modelos signature de la White y Black Falcon, siendo por ello el portaestandarte más preciado de la marca. Otro guitarrista muy famoso y talentoso que utiliza actualmente guitarras Gretsch es Chris Rocha  (Guitarrista principal de Miel San Marcos ).
- Datos: Q1061402
- Multimedia: Gretsch / Q1061402